# 1-癸炔
1-癸炔（英語：1-Decyne，或称为癸-1-炔）是癸炔的一种同分异构体，分子式C10H18，1号与2号碳原子之间为碳碳三键。在铂催化下，它和氢气反应，生成癸烷。